# Mohamed Berahal
Mohamed Berahal (24 de mayo de 1979) es un deportista argelino que compitió en atletismo adaptado. Ganó tres medallas en los Juegos Paralímpicos de Verano en los años 2012 y 2016.

## Palmarés internacional
| Juegos Paralímpicos | Juegos Paralímpicos     | Juegos Paralímpicos | Juegos Paralímpicos |
| Año                 | Lugar                   | Medalla             | Prueba              |
| ------------------- | ----------------------- | ------------------- | ------------------- |
| 2012                | Londres (Reino Unido)   | Medalla de oro      | Disco F51-53        |
| 2012                | Londres (Reino Unido)   | Medalla de bronce   | 100 m T51           |
| 2016                | Río de Janeiro (Brasil) | Medalla de plata    | 100 m T51           |